# Dave O’Brien
Dave O’Brien (ur. 31 maja 1912, zm. 8 listopada 1969) – amerykański aktor, scenarzysta i reżyser filmowy.

## Filmografia
reżyser
- 1946: Playing by Ear
- 1948: Ice Aces
- 1951: Fixin' Fool

scenarzysta
- 1946: Sure Cures
- 1950: Did'ja Know?
- 1952: I Love Children, But!
- 1966: Huyendo del halcón

aktor
- 1930: Patrol bohaterów
- 1932: Devil and the Deep jako Członek załogi łodzi podwodnej
- 1936: Szlak Oregonu jako Settler
- 1942: 'Neath Brooklyn Bridge jako Phil Lyons, sierżant policji
- 1956: The Kettles in the Ozarks jako Konduktor

## Nagrody
Został uhonorowany nagrodą Emmy, a także posiada swoją gwiazdę na Hollywoodzkiej Alei Gwiazd.